# Антоній Мацеревич
Мацеревич Антоній, або Антоні (пол. Antoni Macierewicz/Антоні Мацєревіч; нар. 3 серпня 1948, Варшава, ПНР) — польський громадсько-політичний діяч, педагог, політичний оглядач. Колишній міністр оборони Польщі.

## Життєпис
Активіст демократичної опозиції в комуністичній Польщі в 1968—1989 роках, був одним із засновників Комітету оборони робітників. Міністр внутрішніх справ в 1991—1992 роках, заступник міністра національної оборони в уряді Ярослава Качинського, начальник Служби військової контррозвідки, депутат Сейму I, III, IV і VI термінів.
11 липня 2016 в програмі Міхала Рахоня (пол. Michał Rachoń) «Minęła 20» на телеканалі «TVP Info» Антоній Мацеревич назвав події, пов'язані з Волинською трагедією, «безсумнівним злочином геноциду» (пол. zbrodnia  ludobójstwa), а Росію — винною у Волинській трагедії, бо вони (більшовики) «використовували частину українських націоналістів для організації геноциду». Також міністр ствердив, що польське суспільство також винне в тому, що про ті події не говорили правди, а підтримка розбудови Незалежності України на основі правди — це інтерес Польщі. Відомості про інтерв'ю А. Мацеревича в українських ЗМІ з'явилися 12 липня 2016.
15 серпня 2016 року поклав квіти до могили генерал-хорунжого Армії УНР Марка Безручка, похованого, як і багато інших українських вояків, на православній частині варшавського цвинтаря «на Волі». Подія, яка розпочинала урочистості, відбулась в рамках святкування Дня війська Польського.
В одному з інтерв'ю твердив, що Україна не зможе існувати без допомоги Польщі.